# Węglik wolframu
Węglik wolframu, WC – nieorganiczny związek chemiczny zawierający wolfram i węgiel, podobny do węgliku tytanu (TiC). Ma najwyższą (6000 °C) temperaturę wrzenia spośród znanych związków. Z powodu jego dużej twardości używa się go w narzędziach tnących, pociskach, wygładzarkach i łożyskach, jako tańszą i bardziej odporną na działanie temperatury alternatywę diamentu. Węglik wolframu jest również używany, ze względu na odporność na zarysowania, w jubilerstwie (bransoletki do zegarków, obrączki ślubne).
Węglik wolframu, w postaci niezwykle rzadkiego minerału o nazwie qusongite, jest znany od 1986 roku jako formacja naturalna, a od 2007 uznawany za niezależny minerał. Nie jest on jednak wydobywany, ponieważ łatwiej go wyprodukować na skalę przemysłową z wolframu i węgla.

## Produkcja
Proszek węgliku wolframu wytwarza się przez bezpośrednie nawęglanie wolframu za pomocą węgla. W tym celu mieszaniny metalu z sadzą lub grafitem ogrzewa się w temperaturze 1400–2000 °C pod zmniejszonym ciśnieniem lub w atmosferze wodoru.

## Przykłady wykorzystania

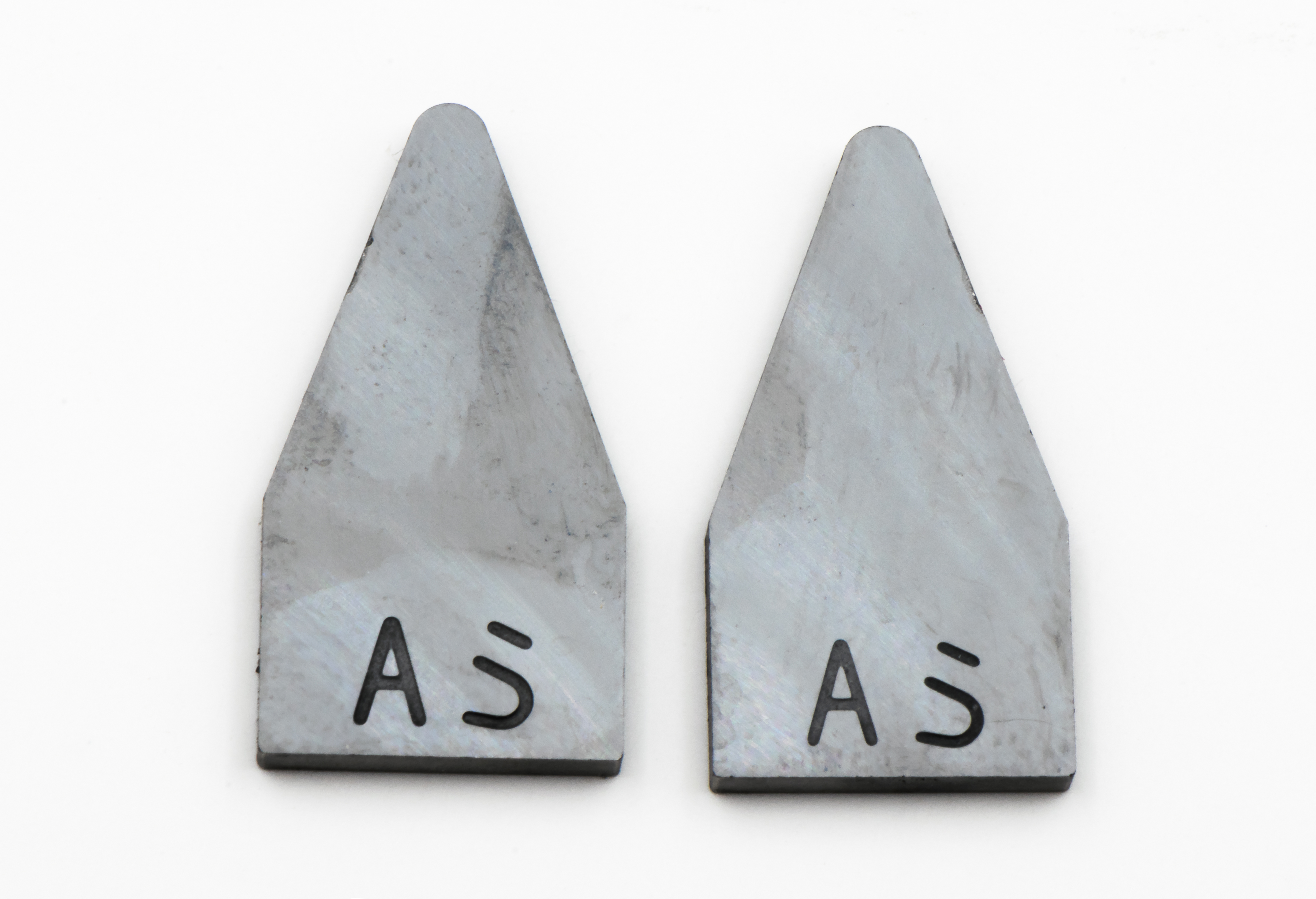
Noże
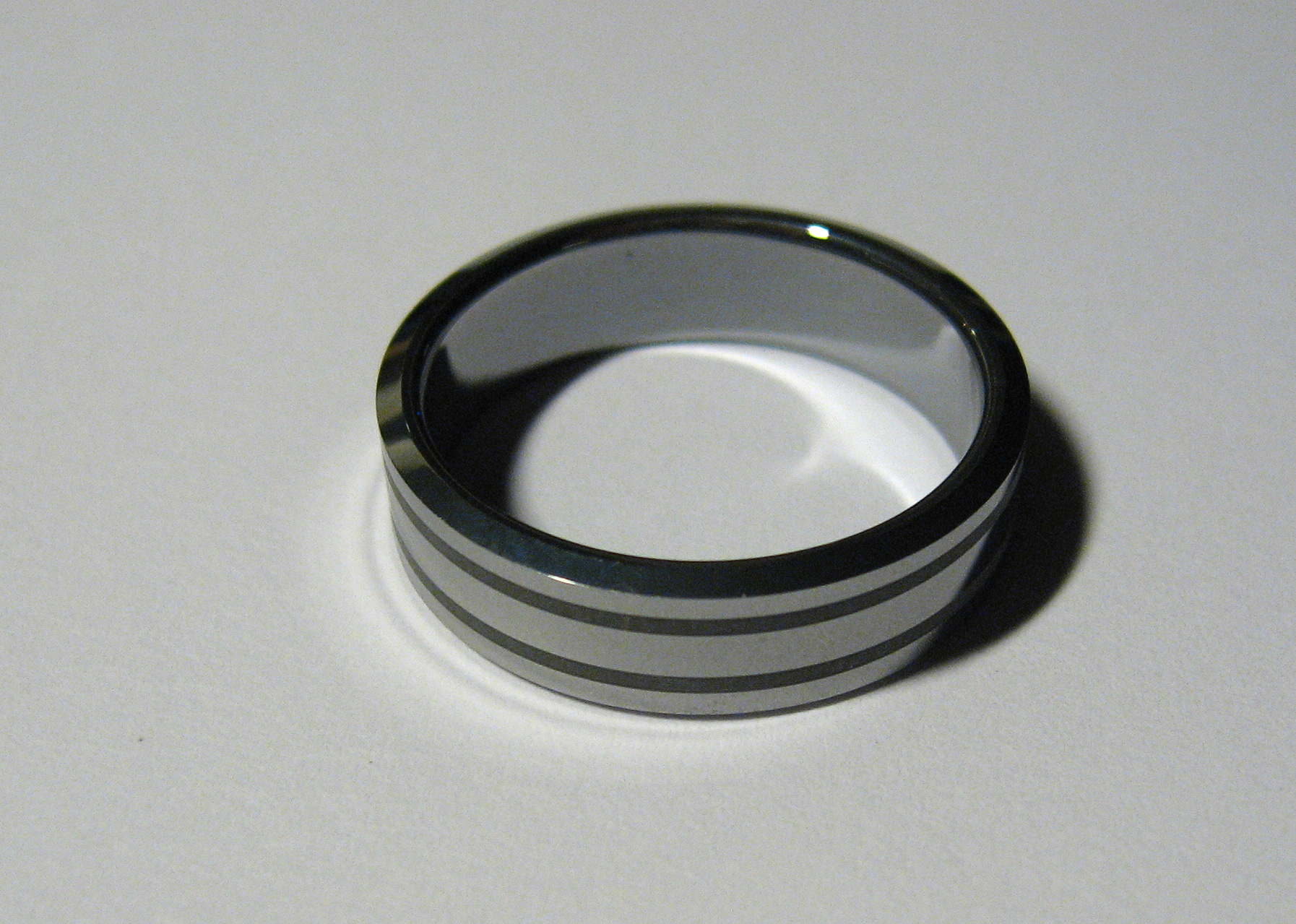
Pierścień
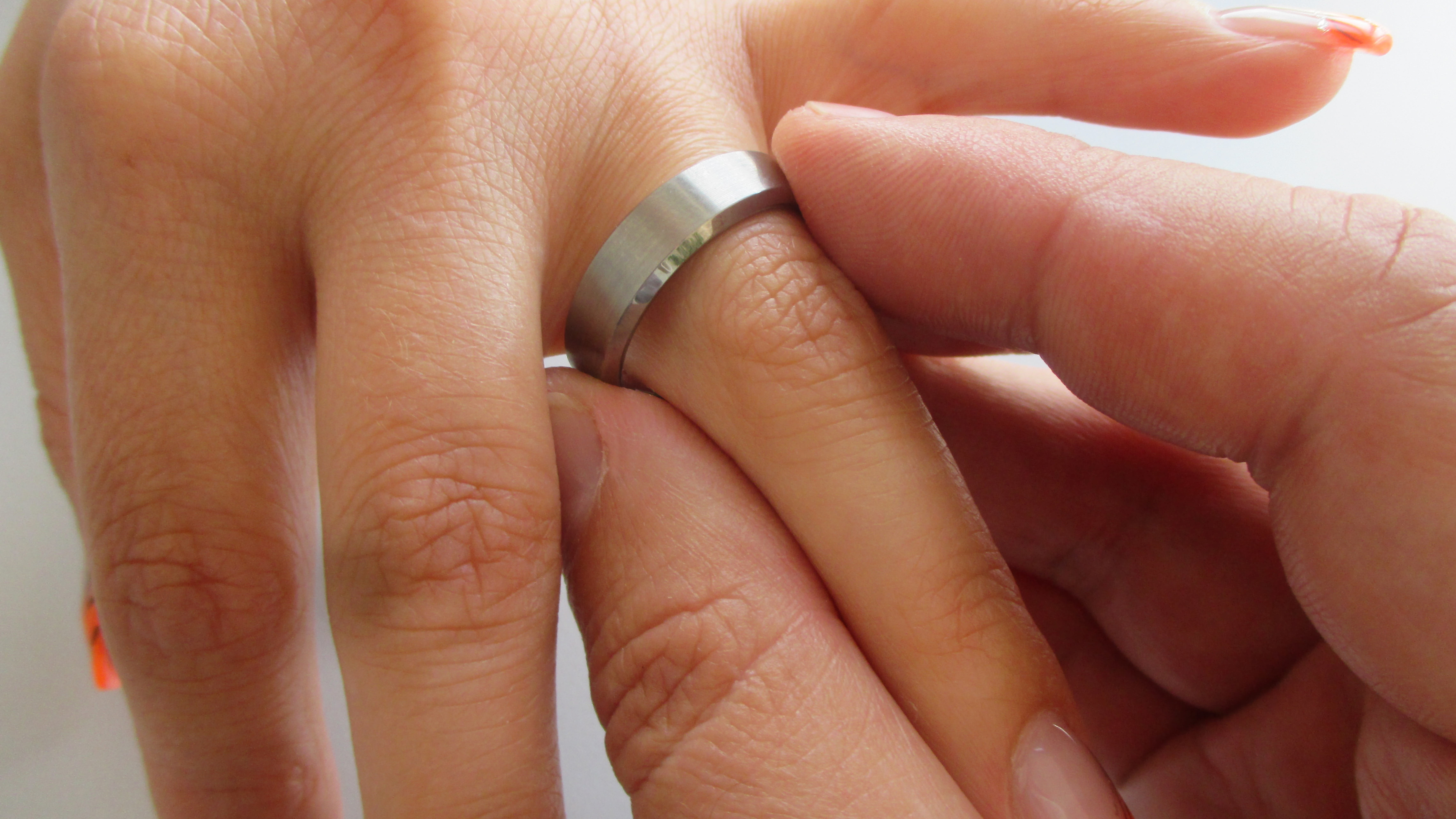
Pierścionek ślubny
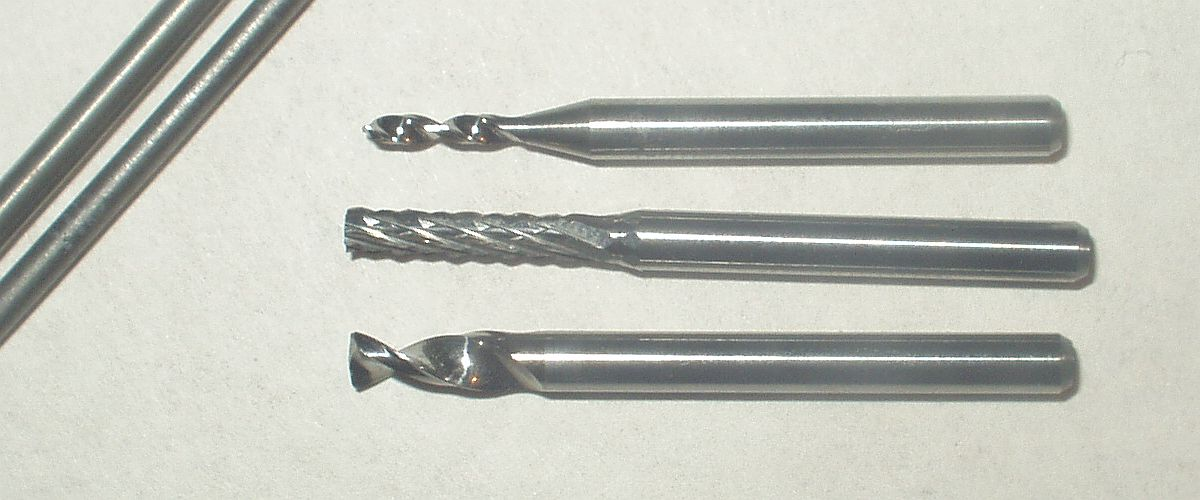
Małe wiertła i frezy